# 栃木県道214号福良羽川線

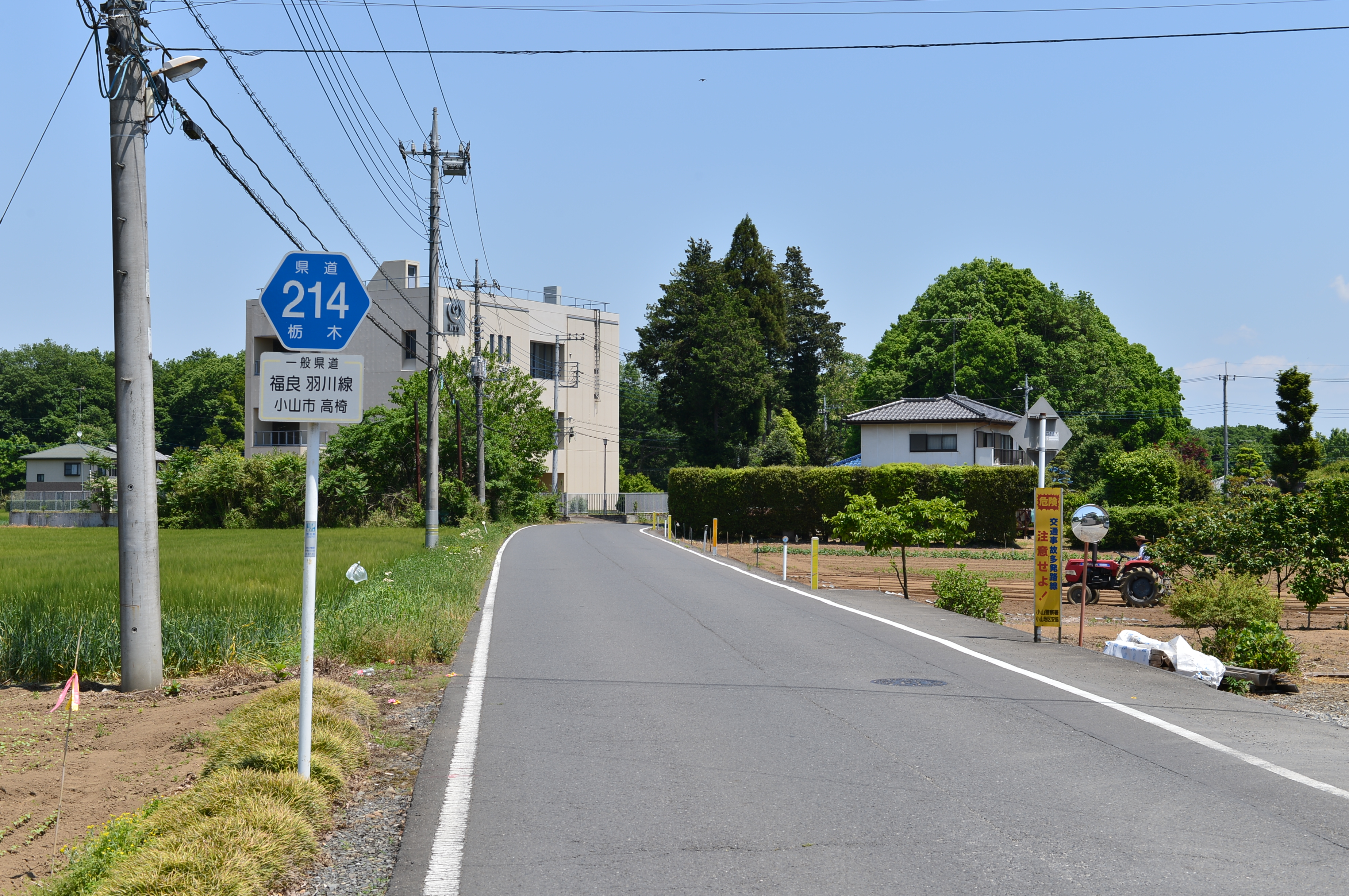
栃木県道214号福良羽川線
小山市高椅（2015年5月）

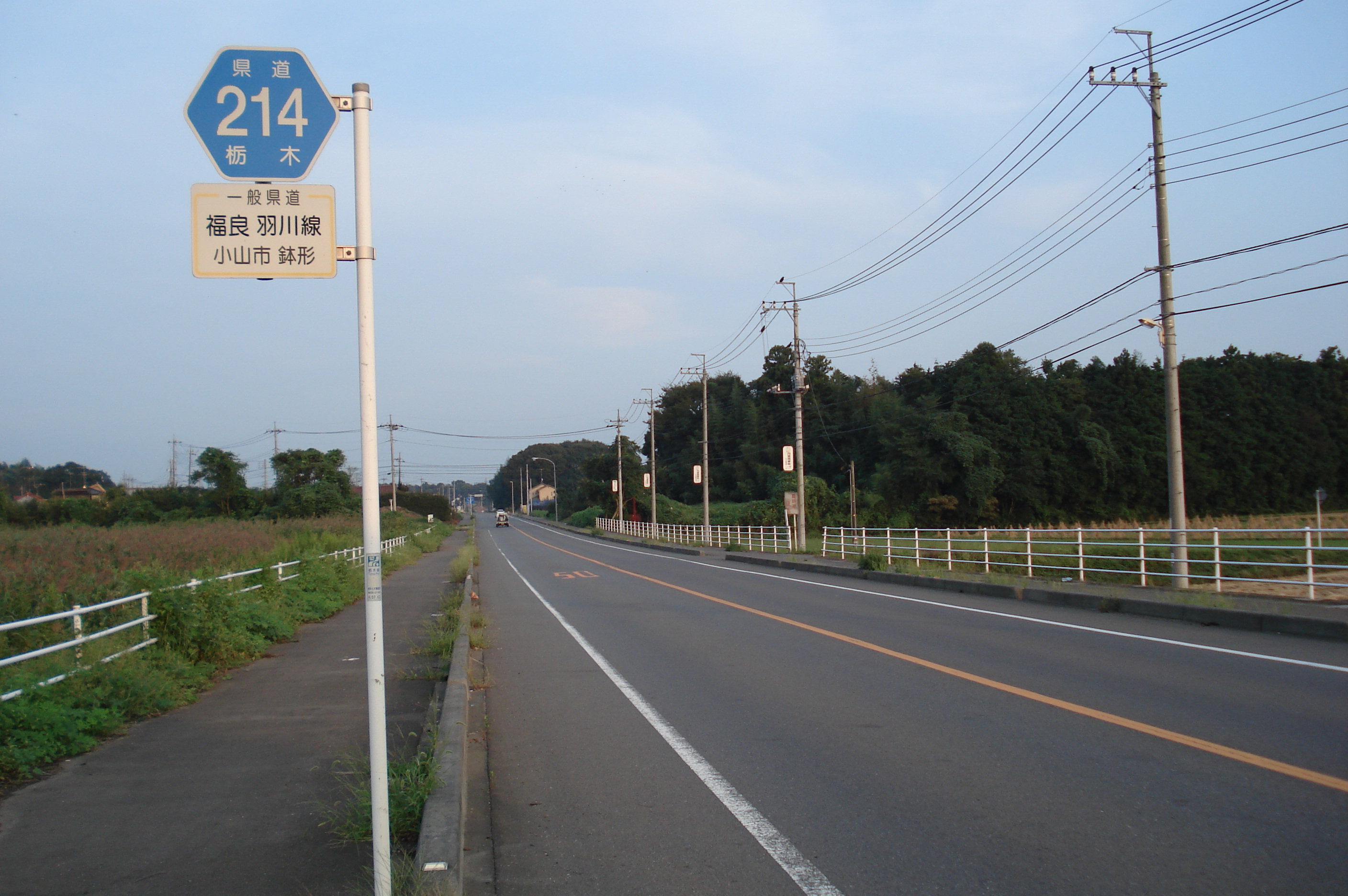
小山市鉢形付近（2008年9月）

栃木県道214号福良羽川線（とちぎけんどう214ごう ふくらはねかわせん）は、栃木県小山市福良から同市羽川に至る一般県道である。

## 概要
路線の約半分が栃木県道33号小山環状線と重複しているが、元々は本路線があったところを（一）小山環状線に複数の路線を組み入れ現在の（主）小山環状線に変更した際に環状線の一部として組み入れられたという経緯による。
ちなみに起点は栃木・茨城の県境付近であり、茨城県側は茨城県道・栃木県道204号結城二宮線の単独区間となっている為、栃木県側から走り、茨城県へ入るとあたかも路線番号が変わったかのような感覚を受ける。

### 路線データ
- 起点：栃木県小山市大字福良（茨城県道・栃木県道204号結城二宮線交点）
- 終点：栃木県小山市大字羽川（羽川交差点＝国道4号、栃木県道33号小山環状線交点）
- 実延長：6.438km[1]
- 指定：1976年（昭和51年）1月16日

## 地理

### 通過する自治体
- 栃木県小山市

### 交差する主な道路
- 栃木県道33号小山環状線（小山市大字羽川 - 小山市大字出井：重複区間）
- 栃木県道339号小山下野線（小山市大字荒井 - 小山市大字出井：重複区間）
- 新4号国道（小山石橋バイパス）（小山市大字出井・出井交差点）
- 栃木県道・茨城県道147号小金井結城線（小山市大字鉢形 - 小山市大字上飯田：重複区間）
- 茨城県道・栃木県道146号結城石橋線（小山市延島）
- 栃木県道・茨城県道35号宇都宮結城線（小山市高椅：重複区間）

### 沿線施設
- 小山市役所絹出張所
- 栃木県警小山警察署鉢形駐在所
- 小山市立福良小学校
- 小山市立絹中学校
- やすらぎの森
- 小山第二工業団地